# Слободан Јањић
Слободан Јањић (Шабац, 1928 — Београд, 2003) био је српски архитекта.

## Изведени објекти
- Хотел Слобода у Шапцу (1977)[1]
- Авалски торањ, у НАТО агресији срушен. (1965). Заједно са Угљешом Богуновићем и  Миланом Крстићем.